# Liste der Bodendenkmäler in Kerken
Die Liste der Bodendenkmäler in Kerken enthält die denkmalgeschützten unterirdischen baulichen Anlagen, Reste oberirdischer baulicher Anlagen, Zeugnisse tierischen und pflanzlichen Lebens und paläontologischen Reste auf dem Gebiet der Gemeinde Kerken im Kreis Kleve in Nordrhein-Westfalen (Stand: September 2020). Diese Bodendenkmäler sind in Teil B der Denkmalliste der Gemeinde Kerken eingetragen; Grundlage für die Aufnahme ist das Denkmalschutzgesetz Nordrhein-Westfalen (DSchG NRW).
| Bild | Bezeichnung                  | Lage                                            | Beschreibung | Bauzeit | Eingetragen seit | Denkmal- nummer |
| ---- | ---------------------------- | ----------------------------------------------- | ------------ | ------- | ---------------- | --------------- |
|      | Grabenanlage Eyller Schanze  | Eyll                                            |              |         | 25.03.1985       | 1               |
|      | Mittelalterliche Landwehr    | Nieukerk/Eyll                                   |              |         | 20.02.1990       | 2               |
|      | Mittelalterliche Landwehr    | Nieukerk/Eyll Loyendyck                         |              |         | 21.08.1990       | 3               |
|      | Mittelalterliche Landwehr    | Eyll                                            |              |         | 21.08.1990       | 4               |
|      | Wasserburg Haus Bellinghoven | Nieukerk Baersdonk                              |              |         | 24.06.1991       | 5               |
|      | Wasserburg Haus Palings      | Eyll Obereyller Straße                          |              |         | 24.06.1991       | 6               |
|      | Haus Asselt                  | Nieukerk Am Haus Asselt                         |              |         | 24.06.1991       | 7               |
|      | Berger Kirchweg              | Rahm von Kapellenweg bis Gemeindegrenze Rheurdt |              |         | 16.10.2000       | 8               |
|      | Mühlenwüstung; Craghsmühle   | Aldekerk                                        |              |         | 17.10.2000       | 9               |